# Люфт, Иван Витальевич
Иван Витальевич Люфт (30 июля 1998 г., с. Первомайский) — казахстанский лыжник, чемпион Всемирной зимней универсиады 2017 в спринте.

## Биография
После окончания 10 класса в КГУ «Первомайская школа-детский сад имени Карбышева» учился в Республиканской школе-интернате для одаренных в спорте детей г. Риддер. Многократный чемпион Республики Казахстан[когда?], победитель республиканских и международных соревнований. Участник юниорского чемпионата мира в Италии (Валь ди Фиемме, 2014 г.), юниорского чемпионата мира в Казахстане (Алматы, 2015 г.), юниорского чемпионата мира в Румынии (Раснов, 2016 г.)
Страница со статистикой участия в официальных стартах на сайте Международной федерации лыжного спорта (FIS).

### Универсиада
На Универсиаде 2017 в Алматы, стал чемпионом в индивидуальном спринте.
Через два года, на Универсиаде  2019 в Красноярске, в составе эстафетной команды (Дюсенов Асет, Гридин Никита, Климин Олжас)  завоевал серебряную медаль.